# Inteligencia espacial
La inteligencia espacial corresponde a una de las ocho inteligencias del modelo propuesto por Howard Gardner en la teoría de las inteligencias múltiples.

## Definición
Este tipo de inteligencia se relaciona con la capacidad que tiene el individuo frente a aspectos como color, línea, forma, figura, espacio, y la relación que existe entre ellos. Es además, la capacidad que tiene una persona para procesar información en tres dimensiones. 
Las personas con marcada tendencia espacial tienden a pensar en imágenes y fotografías, visualizarlas, diseñarlas o dibujarlas. Se relaciona con la representación mental de los espacios bidimensionales y tridimensionales y con la resolución de problemas espaciales, ya sean reales o imaginarios.

## Características de la inteligencia espacial
- Ubicarse en mapas con mayor facilidad.
- Representar algo gráficamente.
- Percibir la realidad, apreciando tamaños, direcciones y relaciones espaciales.
- Reproducir mentalmente objetos que se han observado.
- Reconocer el mismo objeto en diferentes circunstancias. La imagen queda tan fija que el individuo es capaz de identificarla, independientemente del lugar, posición o situación en que el objeto se encuentre.
- Anticiparse a las consecuencias de cambios espaciales, y adelantarse e imaginar o suponer cómo puede variar un objeto que sufre algún tipo de cambio.
- Describir coincidencias o similitudes entre objetos que lucen distintos, identificar aspectos comunes o diferencias en los objetos que se encuentran alrededor de un individuo.

La inteligencia espacial es la inteligencia de los arquitectos, pilotos, navegantes, jugadores de ajedrez, cirujanos, pintores, escultores, ingenieros, etc.
La vista es uno de los sentidos más importantes a la hora de aprender cómo es nuestro entorno, pero las personas que nacen ciegas también pueden servirse de la inteligencia espacial gracias a la información del entorno que les llega a través de otros sentidos.